# Осек (Вейгеровський повіт)
Осек (пол. Osiek) — село в Польщі, у гміні Ліня Вейгеровського повіту Поморського воєводства.
Населення — 144 особи (2011).
У 1975-1998 роках село належало до Гданського воєводства.

## Демографія
Демографічна структура станом на 31 березня 2011 року:
|          | Загалом | Допрацездатний вік | Працездатний вік | Постпрацездатний вік |
| -------- | ------- | ------------------ | ---------------- | -------------------- |
| Чоловіки | 81      | 18                 | 57               | 6                    |
| Жінки    | 63      | 17                 | 35               | 11                   |
| Разом    | 144     | 35                 | 92               | 17                   |